# Josef M. Gerwald

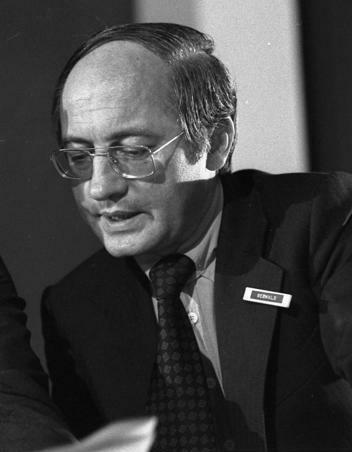
Josef M. Gerwald, als Parteisprecher auf dem FDP-Bundesparteitag 1976

Josef M. Gerwald (* 25. Januar 1932 in Oberschlesien; † 11. Februar 2022) war ein deutscher Journalist. Er war unter anderem Chefredakteur und Programmdirektor von Deutsche Welle.

## Leben und Wirken
Gerwald war nach einem Studium an der Freien Universität Berlin und Tätigkeiten für verschiedene Zeitungen von 1962 bis 1975 als Korrespondent und Politischer Redakteur beim Deutschlandfunk beschäftigt. Von 1975 bis 1981 amtierte er als Parteisprecher der FDP und war anschließend von 1981 bis 1982 bei AEG-Telefunken Leiter der Öffentlichkeits-Arbeit der AEG und mit Sonderaufgaben betraut. Der Intendant Klaus Schütz berief ihn 1982 zum Chefredakteur der Deutschen Welle. 1987 wurde er deren Programmdirektor.
Er war zeitweilig verantwortlicher Redakteur der Liberalen Studenten-Zeitung, die vom Bundesvorstand des Liberalen Studentenbundes Deutschlands (LSD) herausgegeben wurde. Von 1969 bis 1971 gehörte er dem Präsidium des Verbandes liberaler Akademiker e. V. als Vize-Präses an.
Von 1985 bis 1991 war er Mitglied im Vorstand der liberalen Friedrich-Naumann-Stiftung für die Freiheit, von 1982 bis 1985 und von 1988 bis 2011 Mitglied in deren Kuratorium und von 1991 bis 2011 Mitglied in dessen Programmausschuss.